# Bảo Đại
Bảo Đại (Huế, 22 oktober 1913 – Parijs, 30 juli 1997) was, in opvolging van Khải Định, de 13de en laatste keizer van de Nguyen-dynastie in Vietnam, een dynastie die begonnen was met keizer Gia Long in 1802.
Hij werd gekroond in 1926 op twaalfjarige leeftijd maar regeerde pas in 1932 zelfstandig. Tijdens de Tweede Wereldoorlog werkte hij samen met de Japanners. Op 11 maart 1945 proclameerde hij de onafhankelijkheid van het Keizerrijk Vietnam, na toezeggingen van Japan. Op 23 augustus 1945 trad hij af en werd tijdelijk lid van de Vietminh van Hồ Chí Minh.
Hij leefde vervolgens in ballingschap in Hongkong en Frankrijk. In 1949 werd hij door de Fransen weer als staatshoofd geïnstalleerd, ditmaal als president. In 1955 werd hij bij verkiezingen verslagen door Ngo Dinh Diem. Sindsdien woonde hij in Frankrijk, waar hij gestorven is in het militaire ziekenhuis Val-de-Grâce. Hij ligt begraven in het Cimetière de Passy.